# Skänninge
Skänninge je grad u švedskoj županiji Östergötland i općini Mjölby. 

## Stanovništvo
Prema podacima o broju stanovnika iz 2005. godine u gradu živi 3.242 stanovnika.

## Vanjske poveznice
- Službene stranice grada  Arhivirana inačica izvorne stranice od 16. svibnja 2010. (Wayback Machine)

### Ostali projekti
|  | Zajednički poslužitelj ima još gradiva o temi Skänninge |